# Acura Classic 2000
L'Acura Classic 2000 è stato un torneo di tennis giocato sul cemento. 
È stata la 22ª edizione del torneo di San Diego, che fa parte della categoria Tier II nell'ambito del WTA Tour 2000
Si è giocato a San Diego negli USA dal 31 luglio al 6 agosto 2000.

## Campionesse

### Singolare
Venus Williams ha battuto in finale  Monica Seles, 6–0, 6–7, 6–3

### Doppio
Lisa Raymond /  Rennae Stubbs hanno battuto in finale  Lindsay Davenport /  Anna Kurnikova, 4-6, 6-3, 7–6(6)